# Adam Ammour
Adam Ammour, född 7 juni 2001, är en tysk bobåkare. Hans äldre bror Issam Ammour är också en bobåkare.

## Karriär
Vid EM 2024 i Sigulda tog Ammour guld tillsammans med sin bror Issam Ammour i tvåmannabob. Vid VM 2024 i Winterberg tog han silver tillsammans med Issam Ammour i tvåmannabob samt brons tillsammans med Issam Ammour, Benedikt Hertel och Rupert Schenk i fyrmannabob.
Vid VM 2025 i Lake Placid tog Ammour brons tillsammans med Benedikt Hertel i tvåmannabob.